# You and I (We Can Conquer the World)
You and I (We Can Conquer the World) est une chanson de l'auteur-compositeur-interprète américain Stevie Wonder, issue de son album Talking Book en 1972.
Non diffusée en single à l'époque, elle fait l'objet d'une cinquantaine de reprises, dont celle de George Michael en 2011, en guise de cadeau à l'occasion du mariage du Prince William et Kate Middleton.
En 2017, l'interprétation de Jacob Collier lui permettra de remporter un Grammy Award.

## Contexte
Au début des années 1970, Wonder est marié à Syreeta Wright avec qui il écrira plusieurs chansons sur quelques-uns de ses albums. Cette chanson, composée en sa compagnie, lui est destinée.

### Paroles
You and I est une ballade romantique dans laquelle le narrateur a l'impression de pouvoir conquérir le monde tant que sa partenaire est à ses côtés.

### Crédits
- Stevie Wonder : voix, piano, synthétiseur T.O.N.T.O. (en), basse (Moog)[3]

## Version de George Michael
George Michael enregistre une reprise en avril 2011 en guise de cadeau pour le mariage de Kate Middleton et du Prince William dont il était un grand ami de la mère, la princesse Diana.
Bien que la chanson ait été mise à disposition gratuitement en MP3 avec l'accord de Stevie Wonder, George Michael a proposé au public de faire un don à la fondation "Royal Wedding Charity Fund" en contrepartie. La chanson fut diffusée pour la première fois le 15 avril 2011 lors du Piers Morgan Tonight sur CNN.

## Autres reprises
Informations issues de SecondHandSongs, sauf mentions contraires.
- Tony Christie, sur It's Good to Be Me (1974)
- Barbra Streisand, sur Lazy Afternoon (en) (1975)
- O'Bryan (en) sur You and I (en) (1983)
- Abbey Lincoln sur Talking to the Sun (1984)
- Stanley Turrentine sur Wonderland (1987)
- Santita Jackson, une amie d'enfance de Michelle Obama, interprète la chanson lors de son mariage avec Barack Obama en 1992[6]
- Joe Cocker sur Organic (en) (1996)
- Vesta Williams sur Relationships (1998)
- Mariah Carey interprète la chanson lors du 8e BET's Walk of Fame en l'honneur de Stevie Wonder le 29 octobre 2002[7]
- Michael Bublé sur It's Time (2005)
- Trijntje Oosterhuis sur Sundays in New York (2011)
- Stéphane Belmondo sur The Same as It Never Was Before (2011)
- Macy Gray sur Talking Book (2012)
- Jacob Collier sur In My Room (en) (2016), interprétation pour laquelle il remporte un Grammy Award du meilleur Arrangement, morceau Instrumental ou A Cappella (en) en 2017[8].

## Utilisation dans les médias
Sauf indication contraire, les informations mentionnées dans cette section peuvent être confirmées par la base de données cinématographiques IMDb,  présente dans la section « Liens externes ».
- En 1978, dans la série Good Times (en) (saison 6, épisode 3)